# Ачанан
Ачанан (Норашеник) — река, протекающая на юге Армении, в Сюникской области, близ города Капан, приток реки Вохчи.
Длина реки составляет 29 км, площадь водосборного бассейна — 130 км².
В ущелье реки Ачанан находятся горнорудные промышленные объекты, отвалы, возникшие от эксплуатации Шаумянского месторождения.
На берегу реки Ачанан находится Норашеникское хвостохранилище, где накоплены отходы Капанского горноперерабатывающего комбината, и Зангезурского медномолибденового комбината. Отходы вылились на земли поселка Сюник в результате аварии трубопровода, по которому хвосты переправляются в Арцваникское хвостохранилище.
Содержимое хвостохранилища выливается в реку Ачанан, водами которой орошаются земли сёл Сюник, Зангелан и других. Жители жалуются, что земли загрязнены промышленными отходами. 80 га земель было снято с обработки, а использование 330 га вспашной земли, стало бессмысленным из-за загрязнений.